# Eugène-Guillaume d'Argenteau
Eugène-Guillaume d'Argenteau, comte de Mercy, né le 30 décembre 1743 à Huy dans la principauté épiscopale de Liège (territoire du Saint-Empire qui ne faisait pas partie des Pays-Bas autrichiens) et mort le 4 mai 1819  à Vienne, est un militaire hutois au service du Saint-Empire.

## Biographie

### De la guerre de Sept Ans à la guerre austro-turque
Eugène-Guillaume de Mercy d'Argenteau naît le 30 décembre 1743 à Huy, du mariage du comte Louis-Philippe d'Argenteau et de la comtesse Béatrice Philippine de Dongelberg. Le 20 janvier 1759, à l'âge de 17 ans, il s'engage dans le régiment d'infanterie no 56 Mercy au sein duquel il participe à la bataille de Torgau en novembre 1760 et à celle de Burkersdorf en juillet 1762. Nommé capitaine du régiment d'infanterie no 16 Königsegg le 1er novembre 1767, il devient major en second du régiment d'infanterie no 29 Loudon en novembre 1773, major en premier le 1er novembre 1777 puis lieutenant-colonel le 11 octobre 1781. Il est fait colonel du régiment no 29 le 24 avril 1784 et est employé en cette qualité pendant la guerre austro-turque de 1788-1791. Lors de ce conflit, il se distingue en plusieurs occasions et notamment au siège de Belgrade (en) de septembre à octobre 1789, où il est cité pour sa bravoure par le commandant en chef Ernst Gideon von Laudon. En récompense de ses faits d'armes, il est élevé au grade de général-major le 9 octobre de la même année.

### La campagne d'Italie
Il fait ensuite plusieurs campagnes en Italie contre les Français. Le 23 novembre 1795, il est battu par Masséna à Loano, défaite qui lui vaut le conseil de guerre, mais il est acquitté. 
Sa lenteur à exécuter les ordres de Beaulieu font de lui le principal responsable de la défaite de l'armée impériale à la bataille de Montenotte. Après cet épisode, il reste en non-activité.